# Meine Mutter im siebten Himmel
Meine Mutter im siebten Himmel ist ein deutscher Fernsehfilm von John Delbridge aus dem Jahr 2021. Es ist der fünfte Teil der Filmreihe Meine Mutter … mit Diana Amft und Margarita Broich in den Hauptrollen.

## Handlung
Im Landgasthof „Kupferkanne“ ist nichts mehr wie es war, seit Rufus ‚Toni‘ verlassen hat, um für seine Tochter Mia da zu sein. Tonis Mutter hat dagegen in ihrer Pension gut zu tun, wogegen sich ihre Tochter in ihrem Missmut zu nichts mehr aufraffen kann. Seit Tagen kommt sie nicht mehr aus ihrem Zimmer heraus und um die viele Arbeit zu schaffen, hat ihre Mutter nun einen Gärtner eingestellt. 
Insgeheim hofft sie darauf, dass Toni an ihm Gefallen findet, doch Ronald hat nur Augen für seine Chefin. Heidi fühlt sich zunächst geschmeichelt, kann sich aber nur schwer dazu entschließen die Romanze zuzulassen. Letztendlich siegt das Herz über allen Klatsch und Tratsch und die Bedenken ihrer Tochter. Alle sehen, wie Heidi förmlich aufblüht und sie gönnt sich ihr Glück.
Nachdem es Toni gelingt sich wieder aufzuraffen, steht aber außer Frage, dass sie mit ihren Kochkünsten allein die Kupferkanne nicht weiterführen kann. Die Suche nach einem neuen Koch gestaltet sich schwierig, denn die Bewerber haben alle ihre eigenen Ansichten. Der erste Kandidat stellt sich als Hochstapler heraus, Kandidat zwei kommt ohne Bewerbungspapiere, möchte nur vegetarisch kochen und schlägt gleich vor die Kupferkanne als einfaches Landgasthaus zu vermieten und die Scheune im Garten ganz neu als Spezialitätenlokal auszubauen. 
Kandidat drei hat fürchterliche Manieren, Nummer vier erscheint im feinen Anzug und dreht gleich wieder um, als er die Küche sieht, Nummer fünf kocht zwar anscheinend gut, doch schmeckt es überhaupt nicht, Kandidat sechs hält nicht viel von Hygiene und Kandidatin acht möchte absolut selbstständig und nicht unter einer Chefin arbeiten. Toni ist ratlos. Da Kandidat Nummer zwei aber nicht locker lässt und sie schließlich mit seiner vegetarischen Kost überzeugt, will Toni es mit ihm versuchen und den Umbau der Scheune in Angriff nehmen.
Tonis Exfreund HaJü hofft noch immer Tonis Herz wieder zurückerobern zu können. Als Haus-Handwerker ist er zum Glück oft in ihrer Nähe und lässt nichts unversucht Toni zu beweisen, dass er unverzichtbar ist. Da Toni versucht ein normales freundschaftliches Verhältnis zu HaJü zu behalten, versteht der das häufig falsch. Dennoch ist er für Toni immer wieder Helfer in der Not und jemand, dem sie ihre Sorgen anvertrauen kann.

## Hintergrund
Meine Mutter im siebten Himmel wurde im Auftrag von ARD Degeto von der „Bantry Bay Productions“ produziert und vom 6. bis zum 21. Juli 2020 unter dem Arbeitstitel Meine Mutter ist verknallt im Landhaus Orbach in Wipperfürth sowie in Köln und Umgebung gedreht.

## Rezeption

### Einschaltquote
Die Erstausstrahlung von Meine Mutter im siebten Himmel erfolgte am 5. März 2021 und wurde in Deutschland von 4,43 Millionen Zuschauern gesehen. Er erreichte einen Marktanteil von 13,4 Prozent für Das Erste.

### Kritiken
Tilmann P. Gangloff wertete für Tittelbach.tv und meinte: „Mit dem Ausstieg von Stephan Luca ist […] die Romanze zwischen Gastwirtin Toni und Starkoch Rufus zu Ende erzählt. Dafür erwischt es in ‚Meine Mutter im siebten Himmel‘ […] nun Mutter Heidi, die sich in den 20 Jahre jüngeren Gärtner verliebt. Wie Broich die Eifelperle aufblühen lässt, lässt einem in der Tat das Herz aufgehen. Bei aller bildgestalterischen Routine macht es ohnehin Spaß, dem Ensemble zuzuschauen.“ „Ansonsten jedoch tritt die fünfte Episode auf der Stelle,“ wobei wiederum „die Suche nach einem neuen Koch zum Teil recht flott erzählt ist“ und „einige Slapstickszenen […] ausgesprochen kurzweilig inszeniert“ sind.
Bei prisma.de wertete Hans Czerny und schrieb: „Hartnäckige Fans der Romantic Comedy aus der diesmal üppig gezeigten Eifel mögen sich noch an die Hochzeit der Tochter Toni (Diana Amft) mit dem Sternekoch Rufus (Stephan Luca) erinnern. Ein Jahr und eine Folge später ist er schon wieder weg, und die Kupferkannen-Wirtin Toni steht im Regen.“ Dagegen gibt es für ihre Mutter Heidi „Eine Achterbahn der Gefühle mit allen Höhen und Tiefen […] – kussfest und tränenreich.“ Die Frage bleibt: „Darf sich eine Mittfünfzigerin in einen 20 Jahre jüngeren Mann verlieben?“ „Die nähere Umgebung [platzt] schier vor Tratsch und Eifersucht.“